# Gornja vas (Zreče)
Gornja vas (Duits: Oberdorf bei Rötschach) is een plaats in Slovenië en maakt deel uit van de gemeente Zreče in de NUTS-3-regio Savinjska. De plaats telde 58 inwoners op 1 januari 2020.